# Medeltidsstaden, Köpenhamn

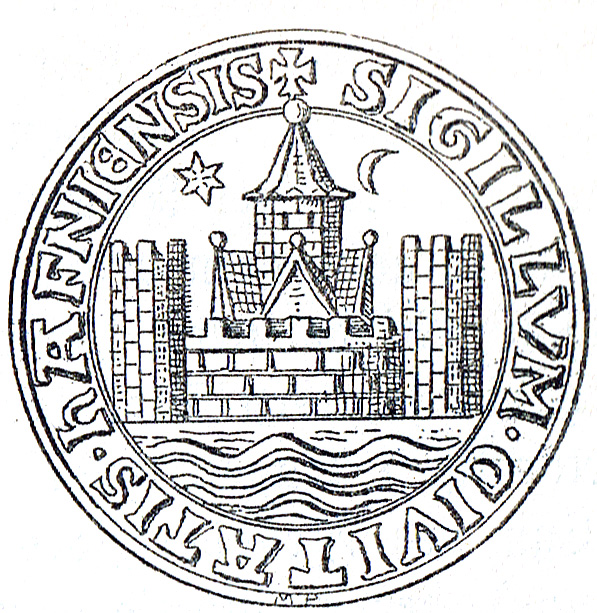
Köpenhamns sigill från 1296

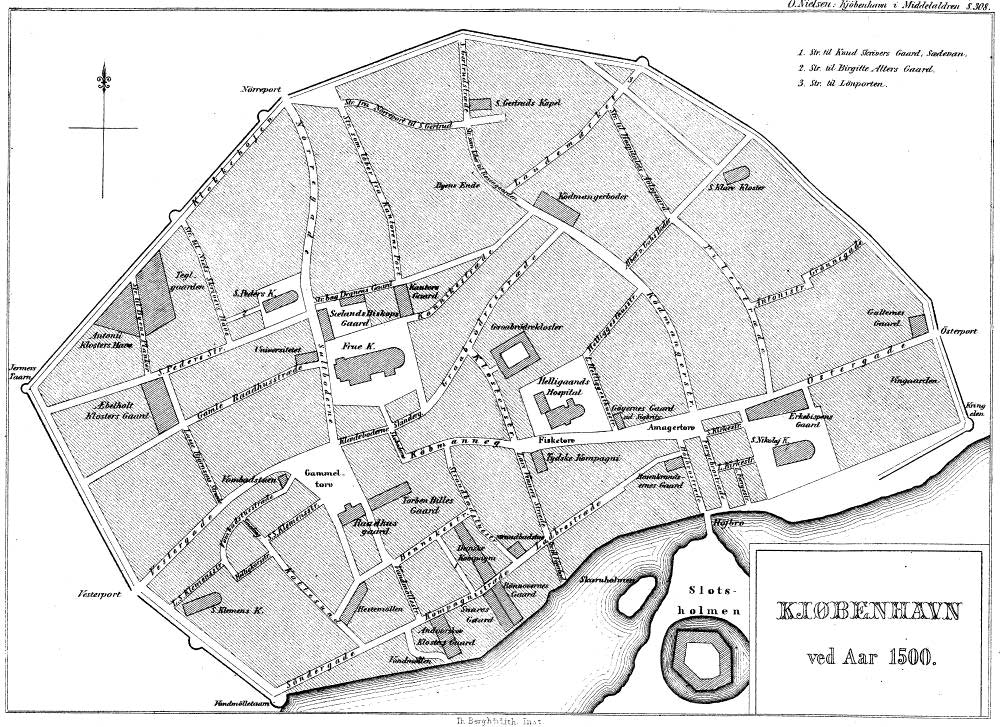
Köpenhamn omkring 1500

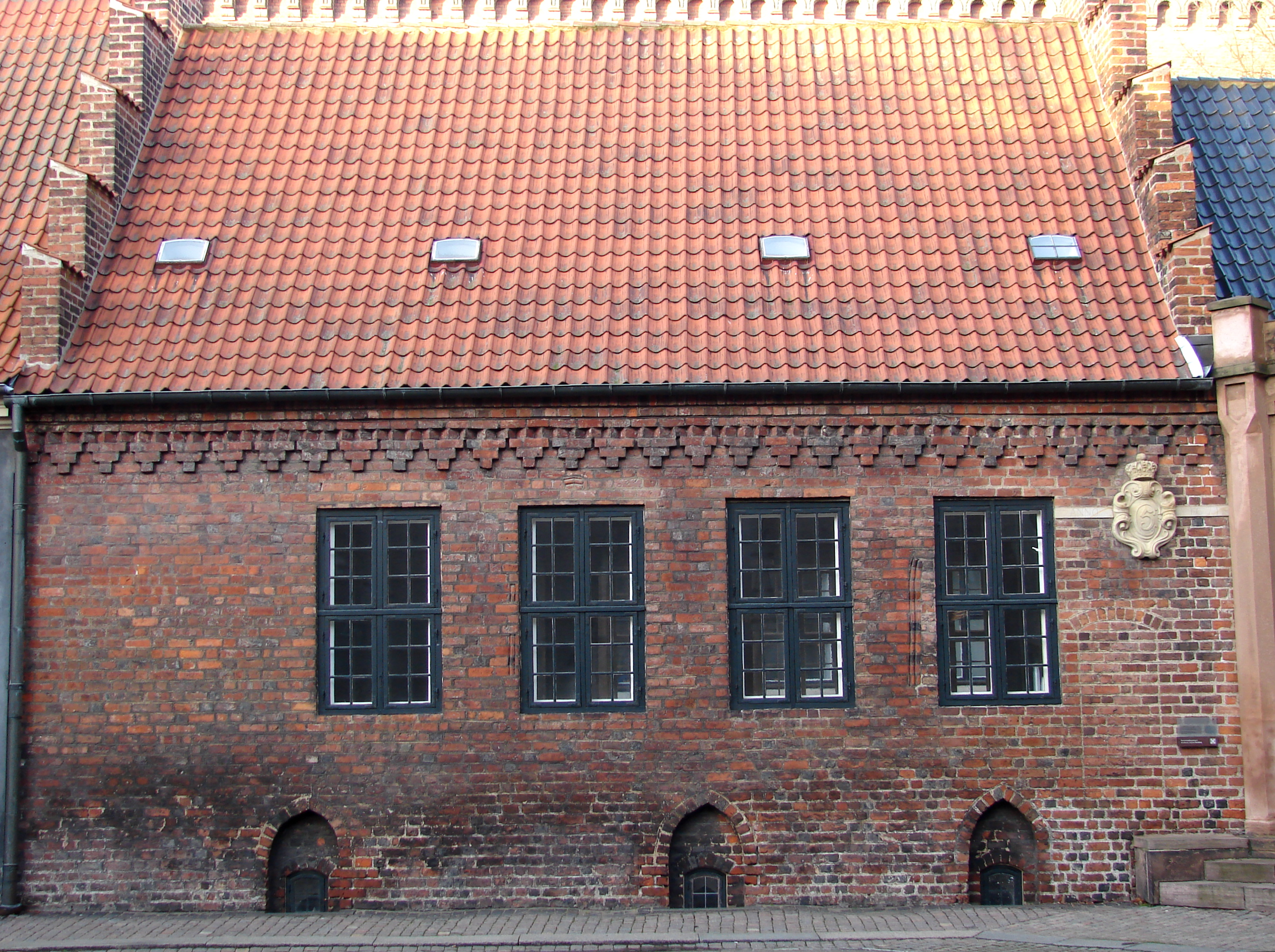
Konsistoriehuset från omkring 1420, möjligen Köpenhamns äldsta bevarade byggnad

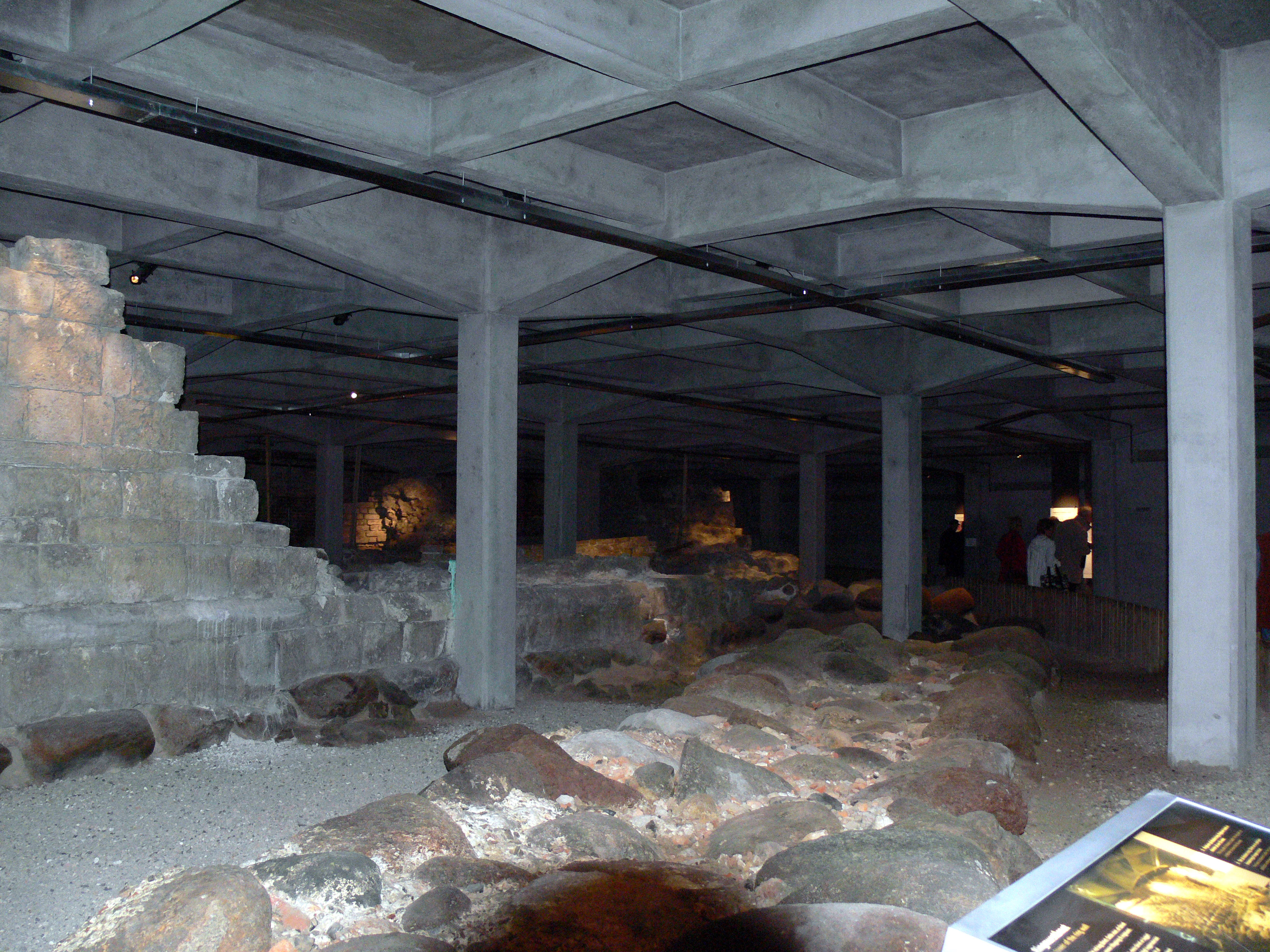
Murrester av Absalons borg, under Christiansborgs slott, från andra hälften av 1100-talet

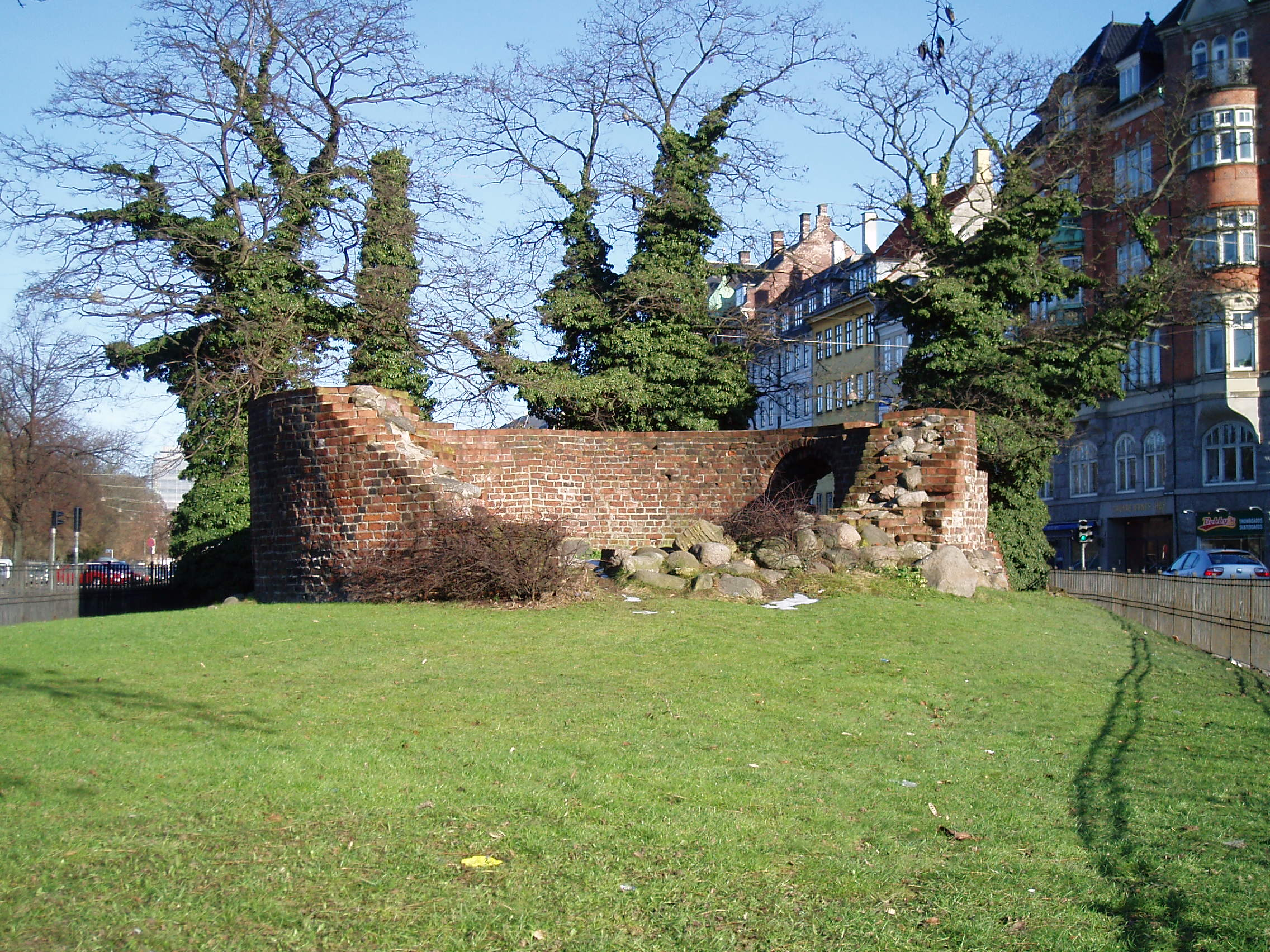
Jarmers torn från omkring 1500

Medeltidsstaden, på danska Middelalderbyen, är det äldsta bebodda området i Danmarks nutida huvudstad Köpenhamn, och utgör den nordvästra delen av den Indre By.
Staden København, som ursprungligen hette Havn, började sannolikt uppföras på 1000-talet och bestod av två bebyggda områden. Det ena låg i väster mellan nuvarande Mikkel Bryggersgade, Vestergade, Gammeltorv/Nytorv och Løngangsstræde och sträckte sig ner till ungefär den tidens strandlinje. Den andra, och mindre, bebyggelsen låg på vad nu är Kongens Nytorv, medan omgivande område bestod av sanka strandängar, där tecken tyder på att kreatur varit på bete. Sannolikt fanns en hamn vid nuvarande Højbro Plads.
Jordvallar uppfördes runt medeltidsstaden som försvarsverk mot belägrande arméer. De började uppföras på Absalon Hvides tid under andra hälften av 1100-talet. De sträckte sig från Vester Voldgade över Nørre Voldgade förbi nuvarande Nørreport Station samt vidare åt sydost längs nuvarande Gothersgade. Utanför försvarsvallarna fanns en grävd stadsgrav. Staden hade då tre portar: Vesterport, Nørreport och Østerport. Østerport låg vid denna tid vid nuvarande Kongens Nytorv.
Middelalderbyen låg vid Själlands låglänta södra kust, vid det smala sundet mot Amager. Kustlinjen gick söder om nuvarande Ladbrogade och ett kvarter söder om Østergade. I anslutning till medeltidsstaden låg också Slotsholmen, som först förbands med fastlandet med en färja, och så småningom med Højbro. 
Under de följande åren växte staden tio gånger i storlek. Ekonomin blomstrade tack vare den rikliga tillgången på sill i Öresund och handeln med denna. Salt sill exporterades till många delar av Europa för konsumtion under de katolska fasteperioderna, advents- och påskfastan.
Vallarna förstärktes med en stenmur under 1200-talet. Från omkring 1290 måste all trafik till och från Köpenhamn passera en av stadens tre tullar eller, på fartyg, genom hamnen. 

## Byggnader
De två stora stadsbränderna 1728 och 1795 samt det engelska bombarderingen av Köpenhamn 1807 har bidragit till att det finns få medeltidsbyggnader kvar i Köpenhamn. Samtidigt har de underlättat förändringar av den medeltida stadsplanen.

### Kyrkor
Det kan ha funnits en kyrka från mycket tidig kristen tid i den östra ursprungsbebyggelsen nära nuvarande Kongens Nytorv, men som äldsta kyrka brukar räknas den första Sankt Clemens Kirke troligen från 1000-talet väster om Gammeltorv. En andra Sankt Clemens Kirke uppfördes i tegel under andra hälften av 1100-talet. Den andra församlingskyrkan i tidsordning var Vor frue kirke vid Nørregade, som byggdes under 1200-talets första hälft. Senare byggdes Sankt Nikolaj Kirke, från i början av 1200-talet, Helligåndskirken, möjligen från andra hälften av 1300-talet, Gråbrödraklostrets kyrka, Sankt Petri Kirke, förmodligen från 1200-talet, samt under senare delen av 1400-talet Sankta Claras kapell, som ingick i stadens enda nunnekloster.

### Kloster
Stadens första kloster var Gråbrödraklostret, som grundades 1238, och upptog ett stort område vid Klostergade mitt i staden. Bredvid detta byggde augustinerorden Helligåndshuset vid Klostergade på 1200-talet, som också hade en kyrka. Detta blev under slutet av 1400-talet också ett av påven godkänt kloster.
I slutet av 1400-talet byggdes också i nordöstra delen av staden ett nunnekloster för Sankta Klaras orden.

### Rådhus
Huvudartikel: Köpenhamns sex rådhus
Stadens första rådhus tillkom troligen på 1000-talet och låg vid eller i närheten av Gammeltorv. Det andra rådhuset låg vid Nørregade på den tomt där Bispegården nu ligger. Ett tredje rådhus uppfördes på 1300-talet på södra sidan av dåvarande Gammeltorv.

### Andra officiella byggnader
Biskop Absalon lät under tidigt 1200-tal bygga Absalons borg som biskopssäte på Slotsholmen. Borgen revs 1369 som ett led i ett fredsavtal med  Hansan, varefter på samma plats uppfördes Köpenhamns slott.
Kung Kristian I grundade 1479 med påvens tillstånd Köpenhamns universitet, som förlades till Vor Frue Kirkes omedelbara närhet. Till universitetet hörde den byggnad som idag heter Konsistoriehuset från omkring 1420, vilken kan vara Köpenhamns äldsta bevarade byggnad.

## Stadsplan

### Torg
Som andra medelstidsstäder hade Köpenhamn ont om öppna offentliga ytor. Det finns dock hypoteser om att staden under sin tidiga period hade ett stort öppet marknadsområde sydväst om Gammeltorv ned till stranden, som tjänade som marknadsplats med inhemsk och exporthandel med den för middelalderbyens ekonomi centrala handeln med sill.
Stadens första egentliga torg var Gammeltorv. Därutöver fanns Amagertorv på nuvarande Ströget. Amagertorv hade en smal förlängning västerut, omedelbart söder om Helligåndskirken, som kallades Fisketorvet.

### Gatunätet
Det medeltida gatunätet är till stora delar kvar, men inte minst de senare ödeläggningarna av staden underlättade kvartersgenombrott för att lägga om gator eller anlägga nya gator. Så anlades till exempel ett väst-östligt genomgående stråk, numera Ströget, genom att anlägga Nygade mellan Vimmelskaftet och Gammeltorv/Nytorv och Frederiksbergsgade mellan Gammeltorv/Nytorv och Vesterport. Andra förändringar av detta slag är Rådhusstræde som en del av en nord-sydlig förbindelse som en förlängning av Nørregade, och en nord-sydlig förbindelse genom Gråbrødre Klosters område.

## Utvidgning av staden
Efter kung Kristian IVs trontillträde påbörjades vid sekelskiftet 1500/1600 en större expansion av stadsområdet. De existerande vallarna moderniserades och vallen längs nuvarande Gothersgade revs, samtidigt som den norra vallen förlängdes från Nørreport mot nordöst. Stadens markyta mer en fördubblades innanför den nya befästningslinjen. 
Efter medeltiden skedde en fortlöpande utökning av medeltidsstaden söderut genom landfyllningar. Dessa innefattade en väsentlig förstoring av Slotsholmen på ömse sidor av ön. 
Nästa större förändring av medeltidsstadens odelbara omgivning genomfördes under andra hälften av 1800-talet, då befästningsvallarna revs och bebyggelsen växte ut över tidigare av militära skäl obebyggd mark.